# Montenach
Montenach település Franciaországban, Moselle megyében. Lakosainak száma 487 fő (2022. január 1.). Montenach Kerling-lès-Sierck, Kirsch-lès-Sierck, Kirschnaumen, Rustroff és Sierck-les-Bains községekkel határos.

## Népesség
A település népességének változása:
| Lakosok száma | 354  | 318  | 369  | 445  | 435  | 443  | 458  | 465  | 479  | 487  |
|               | 1968 | 1982 | 1990 | 2006 | 2013 | 2015 | 2017 | 2019 | 2020 | 2022 |